# Олешківський ґебіт
Оле́шківський ґебі́т, окру́га Оле́шки (нім. Kreisgebiet Aleschki) — адміністративно-територіальна одиниця генеральної округи Таврія райхскомісаріату Україна з центром в Олешках. Існувала протягом німецької окупації Української РСР.

## Історія
10 вересня 1941 року нацистські війська захопили Цюрупинськ. 1 вересня 1942 опівдні з Голопристанського, Цюрупинського і Скадовського районів тогочасної Миколаївської області було утворено Олешківську округу у складі Генеральної округи Крим (підокруга Таврія). Адміністративному центрові округи було повернуто історичну назву Олешки.
Гебітскомісаром округи був Гертцер, потім — Ешгардт, начальником місцевого гестапо — Корман, начальником біржі праці — Банах і Кранц, старшиною поліції — Гаврило Міщенко.
Станом на 1 січня 1943 Олешківський ґебіт поділявся на 3 німецькі райони: район Гола Пристань (нім. Rayon Golaja Pristan), район Олешки (нім. Rayon Aleschki) і район Скадовськ (нім. Rayon Skadowsk).
4 листопада 1943 року 87-а гвардійська стрілецька дивізія (командир К. Я. Тимчик) силами свого 262-го стрілецького полку зайняла адміністративний центр округи Олешки.

## Становище селянства
З метою ефективнішого виконання трудової повинності окупаційна влада запроваджувала власну організацію праці селян. У зверненні до «сільських старост і голів колгоспів» відзначалося, що «…протягом 12-13 років існування колгоспів вся земельна територія, засоби виробництва та інші матеріальні цінності зведено і прилаштовано для ведення укрупненого машинізованого господарства, при якому були великі можливості для окремих осіб і груп байдикувати і жити з привілеями за рахунок сумлінних трударів, які отримували за свою працю обмежену можливість напівголодного існування, що в результаті отруїло у них любов до праці і позбавило їх приватної господарської ініціативи».
З цієї причини керівництво Голопристанської районової управи, стверджуючи, що «…переможна Німецька армія вигнала з української землі ненависних більшовиків…», заявляло, що ця армія завоювала «нам право на реорганізацію нашого сільського господарства і ліквідацію колгоспів».
Усвідомлюючи, що реорганізація колгоспів на підставі нових законів потребує тривалого періоду на підготовчі роботі, керівництво районових управ планувало проведення весняної посівної кампанії 1942 року спільними силами усього сільського населення і з високим рівнем усвідомлення значущості завдання. Розпорядження Олешківського окружного коменданта Липке передбачало: 1) проведення польових робіт з ранку і до пізнього вечора в будні, вихідні і святкові дні; 2) створення таборів у полі для забезпечення цілодобового перебування на місці робіт, без відлучок додому; 3) організація в полі громадського харчування; 4) створення бригад, поділених на упряжки, за якими закріпити тяглову силу і інвентар, і до кожної бригади, упряжки та окремого робітника довести конкретне планове завдання; 5) підбір для організації польових робіт найкращих господарів; 8) проведення щоденного обліку виконаних робіт за кількісними і якісними показниками з можливістю підбиття підсумків після закінчення робіт по кожному учаснику посівної кампанії; 9) запровадження з метою заохочення осіб, які продемонстрували високе виконання посівної програми і гарний догляд тяглової сили, відповідних премій і першочергового зарахування на отримання прав на самостійне господарювання. Усвідомлюючи, що «…всякі недільні дні та свята піднімають працездатність кожної людини», окупаційна влада наголошувала на тому, що для подолання «…викликаного совєтами лиха…, …окремі особи мусять вміти відмовитися» від цього і «кожен день будуть працювати з ранку до вечора». Єдиними святами, які гарантувалися в 1942 р. як вихідні, були: Новий рік — 1 січня, Великдень — 5-6 квітня, Свято праці — 1 травня, Трійця — 24-25 травня, Різдво — 25-26 грудня.
Прагнучи максимально досягти найвищого рівня працездатності населення на підставі постанови німецького керівництва про новий земельний лад і про збільшення присадибної землі районові управи зобов'язували сільські управи якнайбільше приділяти цьому уваги і добиватися такого стану, щоб усе працездатне населення залучалося до праці на полі і в садибах та надалі цілком позбулося безтурботного марнування часу і гулянок вулицями у робочий час. Наголошувалося, що «…село повинно жити напруженою, діловою працею». Робочий режим 9-годинних сільськогосподарських робіт у громадських господарствах для людей і тяглової сили встановлювався такий: початок роботи з 5-ї години ранку до 11-ї години дня (з перепочинком з 8.30 до 9.00), потім з 11.00 до 13.00 обідня перерва, з 13.00 до 16.30 продовження роботи. Встановлювався Берлінський час, для чого стрілки потрібно було перевести на 1 годину назад.
Новий трудовий режим передбачав взяття на облік уже з жовтня 1941 р. також і молоді віком від 14 до 20 років для притягнення її до обов'язкової трудової повинності, крім тих, які вже працювали в колгоспах, установах і на підприємствах. Незадіяну в сільськогосподарському виробництві та на підприємствах молодь передбачалося використовувати на ремонті доріг, приведенні місцевості в належний стан, прибиранні тощо. Планувалося створення окремих чоловічих і жіночих бригад по 20-30 осіб. Робота, яку їм належало виконувати, вважалася громадською, тобто на благо народу, тому була безоплатною. Робочий час для молодіжних бригад становив на день 4 години. Початок і кінець робіт визначався рішенням управ у кожному населеному пункті.
Постановою Олешківського гебітскомісара від 11 грудня 1942 р. дозволялося торгувати лише два дні на тиждень: щосереди і щонеділі з 7-ї до 12-ї години дня. До продажу на базарах допускалися: продукти харчування всіх видів, які не підпадають під обов'язкову здачу; продукти харчування всіх видів, які підлягають обов'язковій здачі, за умови, що продавець виконав свій план обов'язкової здачі і має про це довідку від місцевого районового коменданта; усі речі господарського й хатнього вжитку, одяг і взуття, коли вони належать власникові
і продаються самим власником або іншою особою на його доручення, а не перекупнем-спекулянтом. Заборонялося продавати на базарах: продовольче і фуражне зерно, птицю та сіль; продукти споживання і речі, якщо вони перепродуються зі спекулятивними намірами; всі єврейські речі, придбані продавцем незаконно чи видані йому законним чином для власних потреб, а не для продажу. Такі речі підлягали негайній конфіскації.
Ще однією сферою організації «нового ладу» стали питання спрямування місцевих трудових ресурсів у Німеччину.

## Стосунки з окупаційними військами

### Німецька армія
Приділяючи прискіпливу увагу налагодженню роботи і звітності, німецьке керівництво й районові управи ретельно стежили за співробітництвом сільських громад із військовими частинами. Це було зумовлено безсумнівним пріоритетом військових окупаційних сил, з одного боку, та прагненням щонайбільше стимулювати активну роботу селян, що мало не менше значення для продовольчого забезпечення Вермахту і Німеччини, з другого боку. Саме тому протягом 1942 р. було проведено облік вилученого майна громадських господарств (інвентар, коні, худоба тощо) військовими частинами, визначеного як складова обов'язкових державних поставок. Роботи для військових частин здійснювалися за чіткими тарифами. Робочий день пари коней коштував 29 карбованців, а робітника — 8. У зв'язку з масовим залученням людей і тяглової сили на виконання робіт для військових частин Скадовська районова управа 5 лютого 1943 р. всім сільським управам запропонувала налагодити чіткий облік таких робіт із зазначенням дати, замовника, кількості задіяних коней та підвід, маршруту перевезення, назви й ваги вантажу. Це робилося для того, щоб подавати повідомлення про витрати людино- і конеднів частинам, які не оплатили виконані роботи.

### Проблеми з румунською армією
Найбільші клопоти виникали у стосунках із румунськими військовими частинами. Вже з грудня 1941 року окружні коменданти зажадали доповідати про порушення, скоєні румунськими військами: вимагання поставок харчів, худоби без відповідних дозволів органів влади, конфіскацію коней. Обсяги таких конфіскацій були досить значними. Але в липні 1943 року запропоновано розв'язання цієї проблеми шляхом стягнення всіх збитків, заподіяних румунськими військовими підрозділами під час їх виведення, через німецьку місію в Румунії. Для цього було потрібно подати до районової управи клопотання про відшкодування збитків, квитанції та свідчення потерпілих.